# 異世界転移したら愛犬が最強になりました〜シルバーフェンリルと俺が異世界暮らしを始めたら〜
『異世界転移したら愛犬が最強になりました〜シルバーフェンリルと俺が異世界暮らしを始めたら〜』（いせかいてんいしたらあいけんがさいきょうになりました シルバーフェンリルとおれがいせかいぐらしをはじめたら）は、龍央による日本のライトノベル。2019年8月31日より小説投稿サイト「小説家になろう」「カクヨム」にて連載中。2020年には「ネット小説大賞」を受賞し、同年11月からGCノベルズ（マイクロマガジン社）より出版されている。
一花ハナによるコミカライズが、電子雑誌『コミックライド』（マイクロマガジン社）にて60号（2021年5月31日配信）より連載中。

## 登場キャラクター
タクミ / 広岡巧
本作の主人公。ブラック企業で働いており、異世界転移する青年。
レオ
タクミが買っていた犬。

## 既刊一覧

### 小説
- 龍央（著）・りりんら（イラスト） 『異世界転移したら愛犬が最強になりました〜シルバーフェンリルと俺が異世界暮らしを始めたら〜』 マイクロマガジン社〈GCノベルズ〉、既刊6巻（2025年4月30日現在）
  1. 2020年11月30日発売[6]、ISBN 978-4-86716-085-5
  2. 2021年7月30日発売[7]、ISBN 978-4-86716-158-6
  3. 2022年4月30日発売[8]、ISBN 978-4-86716-284-2
  4. 2023年4月28日発売[9]、ISBN 978-4-86716-421-1
  5. 2024年1月30日発売[10]、ISBN 978-4-86716-526-3
  6. 2025年4月30日発売[11]、ISBN 978-4-86716-693-2

### 漫画
- 龍央（原作）・一花ハナ（漫画）・りりんら（キャラクター原案） 『異世界転移したら愛犬が最強になりました〜シルバーフェンリルと俺が異世界暮らしを始めたら〜 THE COMIC』 マイクロマガジン社〈ライドコミックス〉、既刊5巻（2024年10月31日現在）
  1. 2022年1月31日発売[12]、ISBN 978-4-86716-239-2
  2. 2022年7月28日発売[13]、ISBN 978-4-86716-319-1
  3. 2023年4月27日発売[14]、ISBN 978-4-86716-419-8
  4. 2024年1月31日発売[15]、ISBN 978-4-86716-522-5
  5. 2024年10月31日発売[16]、ISBN 978-4-86716-650-5